# Isotoxal
Inom geometrin är en polytop (en polygon, polyeder eller tessellation) isotoxal (eller kanttransitiv) om dess symmetrier verkar transitivt på dess kanter. På vanlig svenska betyder det att det bara finns ett slags kant och att för varje par av kanter så finns det en kombination av translationer, rotationer och/eller reflektioner som överför den ena kanten på den andra utan att förändra föremålets struktur (det vill säga att alla kanter kan avbildas på varandra genom en kombination av translationer, rotationer och speglingar så att "ursprungsmönstret" kvarstår - "ser likadant ut").
Termen isotoxal kommer från grekiska  ἴσος (isos, "lika") och τοξον (toxon, "båge").
Om en polytop på motsvarande sätt är transitiv beträffande hörnen kallas den isogonal och om den är det beträffande ytorna kallas den isoedral.

## Exempel
Observera att förklaringarna nedan inte är tillräckliga, utan bara bör ses som en hjälp till förståelse.

En kuboktaeder är isotoxal (alla kanter är lika - mellan en triangel och en kvadrat och går mellan två likadana hörn) och isogonal (två trianglar och två kvadrater möts på precis samma sätt), men inte isoedral (åtta sidor är liksidiga trianglar, medan sex är kvadrater och dessa går ju såklart inte få att sammanfalla).
Denna tesselation består av liksidiga trianglar och liksidiga sexhörningar och kan därför inte vara isoedral, däremot är alla kanter respektive hörn inbördes lika och således är den både isotoxal och isogonal.
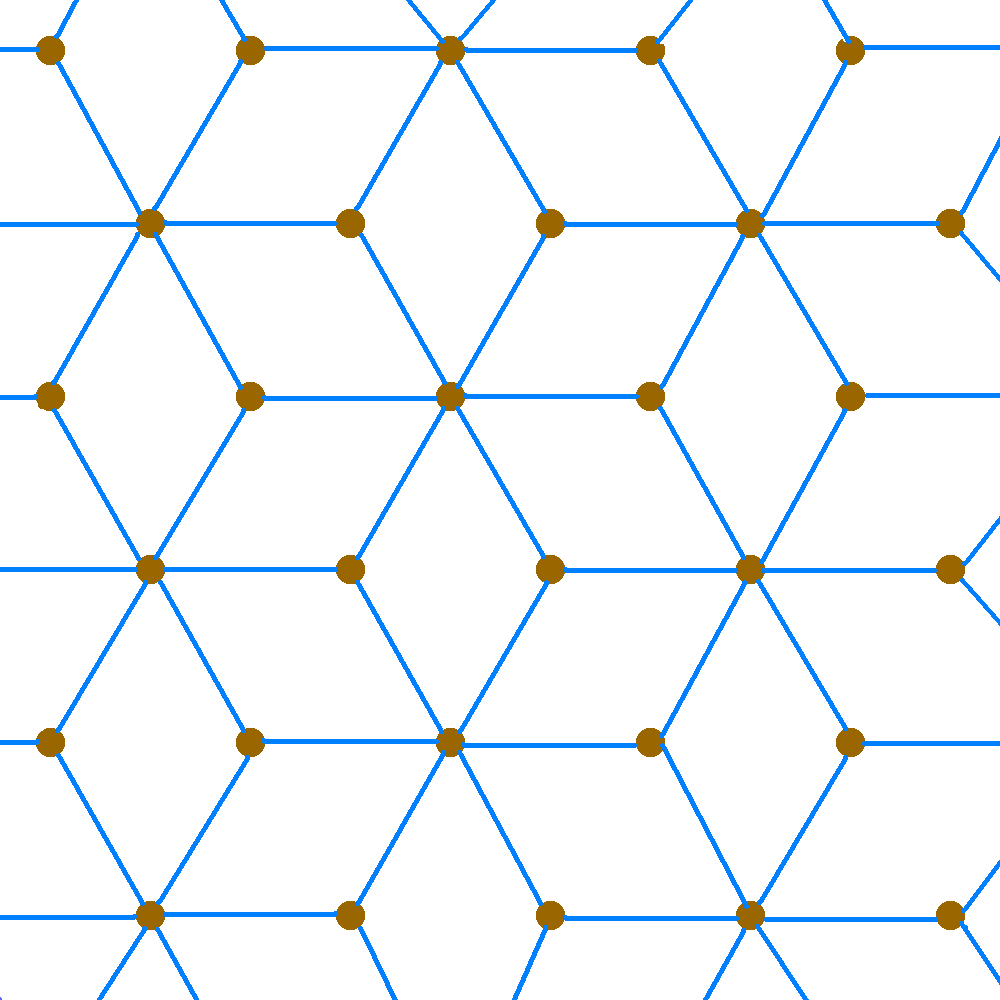
Denna tesselation bestående av identiska romber är isoedral. Den är även isotoxal, men däremot inte isogonal (hörnen är ju helt olika - tre kanter möts i vissa hörn och sex i andra).
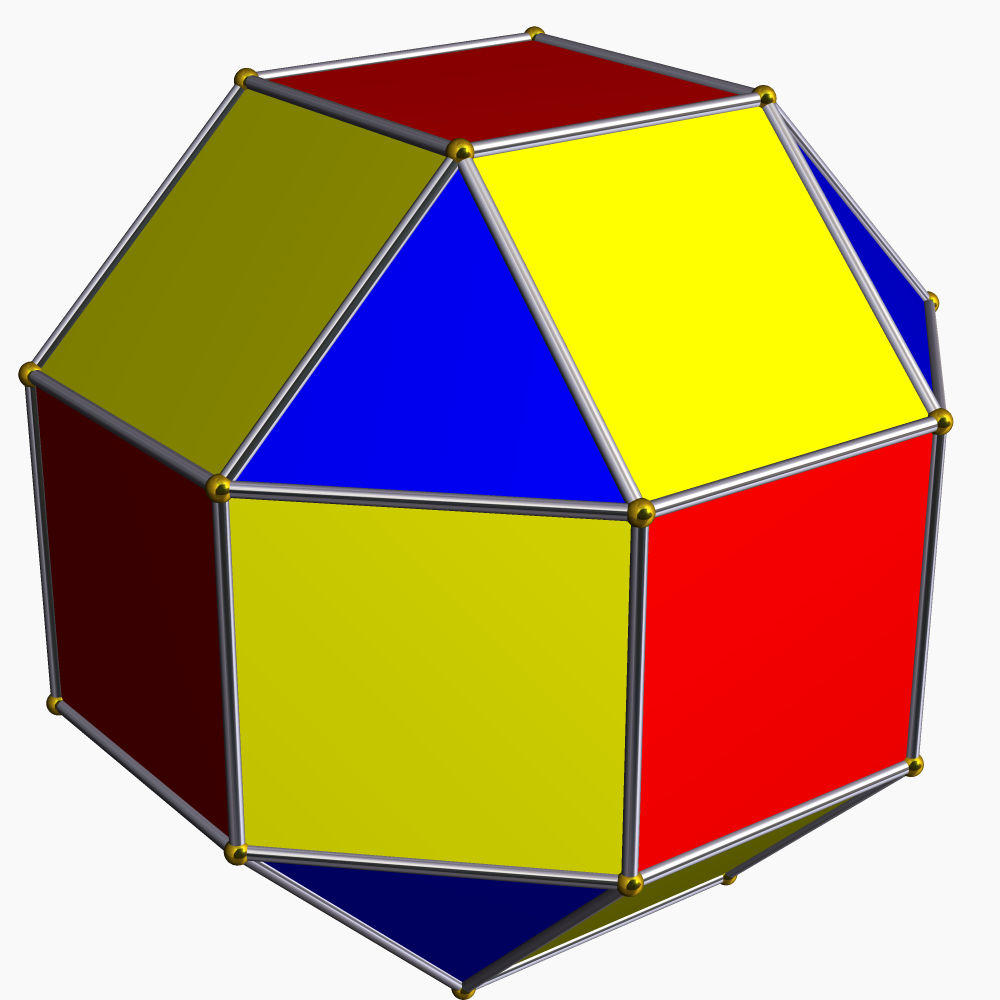
Att en rombkuboktaeder har liklånga kanter räcker inte för att göra den isotoxal, ty kanterna är inte jämnvärdiga: vissa skiljer två kvadrater från varandra, medan andra bildar gräns mellan en liksidig triangel och en kvadrat - så man kan därför såklart inte överförka vilken kant som helst till vilken annan kant som helst, hur man än vrider och snurrar. (Eftersom ytorna är dels trianglar och dels kvadrater är den såklart inte heller isoedral - däremot är den isogonal eftersom tre kvadrater och en triangel möts på precis samma sätt i varje hörn).
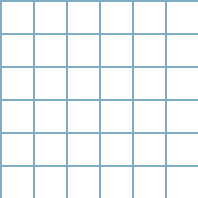
Ett vanligt (men oändligt stort) rutat papper (en tesselation av kvadrater) är såväl isotoxalt som isoedralt, samt isogonalt.